# Зенит (футбольный клуб, Пенза)
«Зенит» — российский футбольный клуб из города Пензы. Основан 14 июня 1918 года. С сезона 2021/22 выступает во Второй лиге.

## Названия
- 1918—1927 — КЛС (Кружок любителей спорта)
- 1927 — «Рабочий Клуб»
- 1927—1930 — Завод № 50
- 1930—1936 — ЗИФ
- 1936—1945 — «Зенит»
- 1946 — «Трактор»
- 1948—1960 — «Спартак»
- 1960—1963 — «Заря»
- 1964—1965 — «Труд»
- 1966 — «Велозаводец»
- 1967—1971 — «Химмашевец»
- 1972—1973 — «Сура»
- 1973—1978 — «Гранит»
- 1980—1990 — «Гранит»
- с 1991 — «Зенит»

## История
«Зенит» из Пензы имеет богатую историю. Своего первого успеха он добился в 1936 году, когда команда стала чемпионом своего города. Это достижение клуб повторил в 1937, 1939 и 1945 годах. Также он выиграл спартакиаду трёх заводов (Куйбышева, Пензы, Ульяновска) и занял второе место среди клубных команд Куйбышевского края в 1937 году. «Зенит» дважды становился вице-чемпионом города — в 1938 и 1940 годах.
В первенствах СССР и России играл в различных лигах. Высшие достижения в советский период: в Первой лиге — 8-е место в 1961 году (класс «Б», 3-я зона РСФСР), во Второй лиге — 6-е место в 1969 году (класс «Б», 3-я зона РСФСР). Высшее достижение в российский период — 5-е место в зоне «Центр» Первенства ПФЛ (ныне — Вторая лига) в сезоне 2014/15. Также команда 2 раза побеждала в 5-й зоне Третьей лиги ПФЛ (1995, 1997) и дважды выигрывала Первенство КФК (ЛФЛ) в зоне «Поволжье»/«Приволжье» (2001, 2009).
В сезоне 2020 клуб из Пензы занял 3-е место в МФС «Приволжье».

## Достижения
- Чемпион города: 1936, 1937, 1939, 1945.
- Вице-чемпион города: 1938, 1940.
- Чемпион спартакиады трёх заводов: 1936 год (Куйбышев — Пенза — Ульяновск).
- Вице-чемпион среди клубных команд в Куйбышевском крае: 1937.
- Победитель 5-й зоны Третьей лиги ПФЛ: 1995, 1997.
- Победитель Первенства КФК (ЛФЛ) в зоне «Поволжье»/«Приволжье»: 2001, 2009.
- Финалист Кубка МФС «Приволжье»: 2009[1].

## Рекорды клуба
- Крупные победы:
  - «Спутник» Кимры (Чемпионат России, 2 лига, Зона 4, 1992) — 9:1;
  - «Диана» Волжск (Чемпионат России, 2-й дивизион, зона «Поволжье», 2002) — 8:1.
- Крупные поражения:
  - «Динамо» Казань (Чемпионат СССР (вторая группа), первая зона РСФСР, 1948) — 0:7, 1:10;
  - «Шинник» Ярославль (Чемпионат СССР, РСФСР, Класс «Б», 2 зона, 1960) — 0:8;
  - «Динамо» Ленинград (Чемпионат СССР, РСФСР, Класс «Б», 2 зона, 1960) — 0:8;
  - «Лада-Тольятти-ВАЗ» Тольятти (Первенство России, 2-й дивизион, зона «Поволжье», 1999) — 1:8;
  - «Торпедо» Москва (Первенство ПФЛ России, зона «Центр», 2017) — 0:9.

## Статистика выступлений

### В первенствах СССР
| Сезон | Лига                                         | Место |
| ----- | -------------------------------------------- | ----- |
| 1946  | Третья группа СССР, Нижневолжская зона РСФСР | 7     |
| 1948  | Вторая группа СССР, 1 зона РСФСР             | 14    |
| 1949  | Вторая группа СССР, 3 зона РСФСР             | 12    |
| 1960  | Класс «Б» СССР, РСФСР, зона 2                | 15    |
| 1961  | Класс «Б» СССР, РСФСР, зона 3                | 8     |
| 1962  | Класс «Б» СССР, РСФСР, зона 2                | 9     |
| 1963  | Класс «Б» СССР, РСФСР, зона 2                | 15    |
| 1964  | Класс «Б» СССР, РСФСР, зона 3                | 13    |
| 1965  | Класс «Б» СССР, РСФСР, зона 3                | 20    |
| 1966  | Класс «Б» СССР, РСФСР, зона 2                | 17    |
| 1967  | Класс «Б» СССР, РСФСР, зона 3                | 14    |
| 1968  | Класс «Б» СССР, РСФСР, зона 2                | 7     |
| 1969  | Класс «Б» СССР, РСФСР, зона 3                | 6     |
| 1970  | Класс «Б» СССР, РСФСР, зона 3                | 7     |
| 1971  | Вторая лига СССР, зона 4                     | 10    |
| 1972  | Вторая лига СССР, зона 5                     | 10    |
| 1973  | Вторая лига СССР, зона 5                     | Снята |
| 1990  | Вторая низшая лига СССР, зона 6              | 13    |
| 1991  | Вторая низшая лига СССР, зона 7              | 17    |

### В кубках СССР
| Сезон   | Стадия | Примечания                |
| ------- | ------ | ------------------------- |
| 1949    | 1/256  | Кубок СССР, РСФСР, зона 3 |
| 1961    | 1/128  | Кубок СССР, РСФСР, зона 3 |
| 1962    | 1/128  | Кубок СССР, РСФСР, зона 2 |
| 1963    | 1/512  | Кубок СССР, РСФСР, зона 2 |
| 1964    | 1/512  | Кубок СССР, РСФСР, зона 3 |
| 1965/66 | 1/2048 | Кубок СССР, РСФСР, зона 3 |
| 1966/67 | 1/2048 | Кубок СССР, РСФСР, зона 2 |
| 1967/68 | 1/2048 | Кубок СССР, РСФСР, зона 3 |

### В первенствах России
| Сезон     | Лига                              | Место | Примечания                                   |
| --------- | --------------------------------- | ----- | -------------------------------------------- |
| 1992      | Вторая лига, зона 4               | 13    |                                              |
| 1993      | Вторая лига, зона 3               | 8     | Вылет в Третью лигу                          |
| 1994      | Третья лига России, зона 5        | 7     |                                              |
| 1995      | Третья лига России, зона 5        | 1     | Выход во Второй дивизион                     |
| 1996      | Вторая лига, зона «Центр»         | 20    | Вылет в Третью лигу                          |
| 1997      | Третья лига России, зона 5        | 1     | Выход во Второй дивизион                     |
| 1998      | Вторая лига, зона «Поволжье»      | 9     |                                              |
| 1999      | Вторая лига, зона «Поволжье»      | 17    | Исключение из ПФЛ                            |
| 2000      | Первенство КФК, Поволжье          | 8     |                                              |
| 2001      | Первенство КФК, Поволжье          | 1     |                                              |
| 2001      | Первенство КФК, Финал, Группа Б   | 4     | Выход во Второй дивизион                     |
| 2002      | Второй дивизион, зона «Поволжье»  | 9     |                                              |
| 2003      | Второй дивизион, зона «Центр»     | 11    |                                              |
| 2004      | Второй дивизион, зона «Центр»     | 12    |                                              |
| 2005      | Второй дивизион, зона «Центр»     | 16    |                                              |
| 2006      | Второй дивизион, зона «Центр»     | 17    |                                              |
| 2007      | Второй дивизион, зона «Центр»     | 9     |                                              |
| 2008      | Второй дивизион, зона «Центр»     | 10    | Исключение из ПФЛ Проблемы с финансированием |
| 2009      | Первенство ЛФЛ, Приволжье         | 1     |                                              |
| 2009      | Первенство ЛФЛ, Финал, Группа А   | 1     |                                              |
| 2009      | Первенство ЛФЛ, Финал 1-8         | 4     | Выход во Второй дивизион                     |
| 2010      | Второй дивизион, зона «Центр»     | 8     |                                              |
| 2011/2012 | Второй дивизион, зона «Центр»     | 14    |                                              |
| 2012/2013 | Второй дивизион, зона «Центр»     | 6     |                                              |
| 2013/2014 | Первенство ПФЛ, зона «Центр»      | 10    |                                              |
| 2014/2015 | Первенство ПФЛ, зона «Центр»      | 5     |                                              |
| 2015/2016 | Первенство ПФЛ, зона «Центр»      | 7     |                                              |
| 2016/2017 | Первенство ПФЛ, зона «Центр»      | 11    |                                              |
| 2017/2018 | Первенство ПФЛ, зона «Центр»      | 14    | Снялся после 17 туров ( перешёл в ЛФЛ)       |
| 2018      | III дивизион, зона «Приволжье»    | 7     |                                              |
| 2019      | III дивизион, зона «Приволжье»    | 4     |                                              |
| 2020      | III дивизион, зона «Приволжье»    | 3     | Переход во Второй дивизион ФНЛ               |
| 2021/22   | Второй дивизион ФНЛ, группа 3     | 13    |                                              |
| 2022/23   | Вторая лига, группа 3             | 23    |                                              |
| 2023      | Вторая лига, дивизион Б, группа 3 | 9     |                                              |

### В кубках России
| Сезон   | Стадия                  |
| ------- | ----------------------- |
| 1992/93 | 1/512                   |
| 1993/94 | 1/128                   |
| 1994/95 | 1/32                    |
| 1995/96 | 1/128                   |
| 1996/97 | 1/64                    |
| 1997/98 | 1/64                    |
| 1998/99 | 1/32                    |
| 1999/00 | 1/128                   |
| 2002/03 | 1/128                   |
| 2003/04 | 1/256                   |
| 2004/05 | 1/128                   |
| 2005/06 | 1/256                   |
| 2006/07 | 1/256                   |
| 2007/08 | 1/32                    |
| 2008/09 | 1/256                   |
| 2010/11 | 1/64                    |
| 2011/12 | 1/64                    |
| 2012/13 | 1/128                   |
| 2013/14 | 1/128                   |
| 2014/15 | 1/128                   |
| 2015/16 | 1/256                   |
| 2016/17 | 1/256                   |
| 2017/18 | 1/256                   |
| 2018/19 | —                       |
| 2021/22 | 1/256                   |
| 2022/23 | 3-й раунд пути регионов |
| 2023/24 | 2-й раунд пути регионов |

## Главные тренеры
- Соколов, Серафим Ильич — 1949
- Дёмин, Владимир Тимофеевич — 1960
- Чайко, Юрий Николаевич — октябрь 1960 — август 1962
- Дуганов, Григорий Иванович — 1962, с сентября
- Фомин, Геннадий Дмитриевич — 1963
- Орлов, Вячеслав Николаевич — 1964
- Ходотов, Юрий Николаевич — 1965, по июнь
- Глуховской, Герман Петрович — июль 1965—1966
- Вайнер, Юлий Михайлович — 1967
- Демчук, Геннадий Анатольевич — 1968—1970
- Антоневич, Михаил Моисеевич — 1971 — июль 1973
- Комиссаров, Александр Павлович — 1980—1999
- Панкратов, Валерий Павлович — 2000—2003
- Федотов, Евгений Иванович — 2004—2005
- Комиссаров, Александр Павлович — 2006
- Рокунов, Владимир Александрович — 2007
- Дергач, Владимир Леонидович — 2008 — август 2011
- Иванов, Лев Викторович — 2011, с августа
- Ирышков Дмитрий Александрович — 2012
- Булатов, Виктор Геннадьевич — октябрь 2012 — июнь 2014
- Филиппенков, Сергей Александрович — июнь 2014 — октябрь 2015
- Ирышков Дмитрий Александрович — 2015, с октября, и. о.[2]
- Адамян, Армен Армоевич — 2016, по июнь
- Соловьёв Михаил Николаевич — июнь — октябрь 2016
- Ирышков Дмитрий Александрович — 2016, с октября, и. о.[3]
- Радкевич, Владимир Валерьевич — декабрь 2016 — февраль 2017
- Пывин, Игорь Вячеславович — 2017, по июнь
- Куликов, Артём Анатольевич — июнь — сентябрь 2017
- Радкевич, Владимир Валерьевич — июль 2018 — июль 2021
- Демидов, Виктор Викторович — июль 2021 — сентябрь 2022
- Радкевич, Владимир Валерьевич — сентябрь 2022 — январь 2023
- Сёмин, Андрей Юрьевич — январь — май 2023
- Ирышков, Дмитрий Александрович — май — июнь 2023
- Данцев, Александр Алексеевич — июня — декабрь 2023[4][5]
- Михаил Пилипко (с 2024)